# カリーフェ
カリーフェ（伊: Carife）は、イタリア共和国カンパニア州アヴェッリーノ県にある、人口約1,400人の基礎自治体（コムーネ）。

## 地理

### 位置・広がり

#### 隣接コムーネ
隣接するコムーネは以下の通り。
- カステル・バロニーア
- フリジェント
- グアルディア・ロンバルディ
- サン・ニコーラ・バロニーア
- ストゥルノ
- トレヴィーコ
- ヴァッラータ

## 行政

### 分離集落
カリーフェには、以下の分離集落（フラツィオーネ）がある。
- Ariacchino, Ciaruolo, Piano Lagnetta, San Martino, Santo Leo, Serra Di Fusco, Fiumara